# Théorème de Steiner-Lehmus

En mathématiques, le théorème de Steiner-Lehmus est un résultat de géométrie du triangle.
Théorème de Steiner-Lehmus — Soit un triangle ABC. Soient D et E les pieds des bissectrices issues de B et A. On a alors AE = BD si et seulement si ABC est isocèle.
La réciproque de l'équivalence est évidente : si ABC est isocèle en C, les triangles ABD et ABE ont un côté en commun, ainsi que les angles adjacents à ce côté. Alors les deux autres côtés se correspondent et AE = BD. La partie directe du théorème est plus difficile et a donné lieu à de nombreuses démonstrations, mais semble-t-il aucune preuve « directe », ne faisant appel qu'à la géométrie euclidienne classique.